# 대한민국 민법 제307조
대한민국 민법 제307조는 전세권의 존속기간에 대한 민법 물권법 조문이다. 

## 조문
제307조(전세권양도의 효력) 전세권양수인은 전세권설정자에 대하여 전세권양도인과 동일한 권리의무가 있다.

第307條(傳貰權讓渡의 效力) 傳貰權讓受人은 傳貰權設定者에 對하여 傳貰權讓渡人과 同一한 權利義務가 있다.

## 참고 문헌
- 오현수, 일본민법, 진원사, 2014. ISBN 978-89-6346-345-2
- 오세경, 대법전, 법전출판사 , 2014 ISBN 978-89-262-1027-7
- 이준현 , LOGOS 민법 조문판례집, 미래가치, 2015. ISBN 979-1-155-02086-9